# Czifra Adrienn
Czifra Adrienn (Esztergom, 1989. május 31. –) japanológus, műfordító, haikuköltő, szerkesztő.

## Élete és pályafutása
Az egyetemi alapképzést a Károli Gáspár Református Egyetem japán szakán végezte 2009 és 2012 között, majd ugyanitt a mesterképzést kitüntetéses diplomával fejezte be 2014-ben. 2015-ben felvételt nyert az Eötvös Loránd Tudományegyetem japanológia doktori programjára. Doktori fokozatát 2023-ban szerezte meg summa cum laude minősítéssel. Kutatási területe a japán haikuköltészet, ezen belül a 19–20. századi modern haikuval, valamint a hagyományos és modern haiku összehasonlító elemzésével foglalkozik. 2012 óta a Magyar–Japán Baráti Társaság Haiku Klubjának főtitkára, illetve főszervezője a 2014-től évente megrendezett Magyar Haikunapnak. Első haikuversei 2013-ban jelentek meg antológiában.
Rendszeresen tart előadásokat japán kulturális rendezvényeken és konferenciákon, főként japán irodalmi témakörökben. A Magyar–Japán Baráti Társaságnál a nyelvoktatás mellett 2019-től programszervezői feladatokat is ellát. Műfordítással 2015 óta foglalkozik, művei többek közt a tokiói Magyar Kulturális Intézet 2021-ben rendezett kiállításán is szerepeltek.
2021-ben elnyerte a Babits Mihály műfordítói ösztöndíjat. 2024-től a Magyar Műfordítók Egyesületének elnökségi tagja.

## Műfordításai
- Josza Buszon: 120 haiku,[6] Napkút Kiadó, 2021
- Maszaoka Siki: 120 haiku,[7] Napkút Kiadó, 2020
- Nacume Szószeki: 120 haiku,[8] Napkút Kiadó, 2019
- Virágok, Flowers, 花. 50 haiku kortárs japán szerzőktől,[9] Balassi Kiadó, Budapest, 2019
- Emlősök, Mammals, 哺乳類. 50 haiku kortárs japán költőktől, Balassi Kiadó, 2015

## Antológiák
- Haikus, In.: World Haiku 2024 No. 20., World Haiku Association, 2024
- Szárnyak – Kortárs magyar versek.[10] Magyar irodalmi Ház, 2017

## Egyéb
- Nacume Szószeki haikuk,[11] In.: Ambroozia irodalmi folyóirat tizenharmadik évfolyam 2023/3.
- Haikufordítások – Maszaoka Siki és jellegzetes stílusa, a saszei,[12] In.: Orpheus Noster XIII. évfolyam, 4. szám, 2022.
- Kobajasi Issza haikufordítások,[13] In.: Ambroozia irodalmi folyóirat tizedik évfolyam 2020/2.
- Josza Buszon haikufordítások,[14] In.: Ambroozia irodalmi folyóirat kilencedik évfolyam 2019/5.
- Műhely (folyóirat) XLI. évfolyam, 5–6. szám, 2018.

## Díjak, ösztöndíjak
- Babits Mihály műfordítói ösztöndíj, 2021